# Peccioli
Peccioli település Olaszországban, Toszkána régióban, Pisa megyében. Lakosainak száma 4662 fő (2023. január 1.). Peccioli Lajatico, Palaia, Volterra, Capannoli, Terricciola és Montaione községekkel határos.

## Népesség
A település lakossága az elmúlt években az alábbi módon változott:
| Lakosok száma | 4747 | 4724 | 4662 |
|               | 2017 | 2018 | 2023 |